# Baal szem
Baal szem, balszem, baal szem tow (hebr. בעל שם, Mistrz Boskiego Imienia) – w judaizmie określenie na cudotwórców, egzorcystów, odczyniaczy i ludowych uzdrowicieli.
Pojęcie znane było już w czasach gaonów babilońskich. W okresie średniowiecza funkcjonowało jako określenie sławnych osób z kręgów kabalistycznych i chasydzkich, którym przypisywano „świętość” umiejętność czynienia „cudów”. Od XIII wieku używano go także na określenie egzorcystów oraz osób sporządzających amulety. Określenia baal szem tow używano jeszcze przed wystąpieniem Baal Szem Towa, twórcy chasydyzmu polskiego.
Pod koniec XVIII wieku role baal szemów przejęli cadykowie i felczerzy. Zjawisko baal szemów zanikło ostatecznie w XIX wieku.